# 施央申
施央申（1932年12月—2014年4月29日），男，浙江余姚人，中国构造地质学家。地质教育家，曾任南京大学教授、博士生导师。